# 大阪府災害拠点病院
大阪府災害拠点病院（おおさかふさいがいきょてんびょういん）は、大阪府にある災害時の救急医療の拠点となる災害拠点病院である。

## 概要
県内や近県で災害が発生し、通常の医療体制では被災者に対する適切な医療を確保することが困難な状況となった場合に、大阪府知事の要請により傷病者の受け入れや医療救護班の派遣等を行う。

## 拠点病院の条件
- 建物が耐震耐火構造であること。
- 資器材等の備蓄があること。
- 応急収容するために転用できる場所があること。
- 応急用資器材、自家発電機、応急テント等により自己完結できること。（外部からの補給が滞っても簡単には病院機能を喪失しないこと）
- 近接地にヘリポートが確保できること。

## 病院一覧
| 2次医療圏        | 病院名                               | 住所                              | DMAT | 救命  |
| ---------------- | ------------------------------------ | --------------------------------- | ---- | ----- |
| 豊能             | 大阪大学医学部附属病院               | 吹田市山田丘2番15号               | ○    | 高/DH |
| 豊能             | 大阪府済生会千里病院                 | 吹田市津雲台1丁目1番6号           | ○    | ○     |
| 三島             | 大阪医科薬科大学病院                 | 高槻市大学町2番7号                | 〇   | 〇    |
| 大阪市（大阪北） | 大阪市立総合医療センター             | 大阪市都島区都島本通2丁目13番22号 | ○    | ○     |
| 大阪市（大阪東） | 国立病院機構大阪医療センター         | 大阪市中央区法円坂2-1-14          | ○    | ○     |
| 大阪市（大阪東） | 大阪赤十字病院                       | 大阪市天王寺区筆ヶ崎町5-30        | ○    | ○     |
| 大阪市（大阪東） | 大阪警察病院                         | 大阪市天王寺区北山町10-31         | ○    | ○     |
| 大阪市（大阪南） | 大阪公立大学医学部附属病院           | 大阪市阿倍野区旭町1-5-7           | ○    | ○     |
| 大阪市（大阪南） | 大阪急性期・総合医療センター（基幹） | 大阪市住吉区万代東3丁目1番56号    | ○    | 高    |
| 大阪市（大阪西） | 多根総合病院                         | 大阪市西区九条南1丁目12番21号     | ○    | ×     |
| 北河内           | 関西医科大学総合医療センター         | 守口市文園町10番15号              | ○    | ○     |
| 北河内           | 関西医科大学附属病院                 | 枚方市新町2丁目3番1号             | ○    | 高    |
| 中河内           | 市立東大阪医療センター               | 東大阪市西岩田3丁目4番5号         | ○    | ×     |
| 中河内           | 大阪府立中河内救命救急センター       | 東大阪市西岩田3丁目4番13号        | ○    | ○     |
| 南河内           | 近畿大学病院                         | 大阪狭山市大野東377-2             | ○    | ○     |
| 堺市             | 堺市立総合医療センター               | 堺市西区家原寺町1丁1番1号         | ○    | ○     |
| 泉州             | りんくう総合医療センター             | 泉佐野市りんくう往来北2-23        | ○    | ○     |
| 泉州             | 大阪府泉州救命救急センター           | 泉佐野市りんくう往来北2-24        | ○    | ○     |
| 泉州             | 岸和田徳洲会病院                     | 岸和田市加守町4-27-1              | ○    | ○     |